# Donna Vardy
Pour les articles homonymes, voir Vardy.
Donna Vardy, née le 16 avril 1971 à Mansfield, est une joueuse professionnelle de squash représentant l'Angleterre. Elle atteint le 20e rang mondial en août 1987, son meilleur classement. Elle est championne du monde junior en 1989.
Elle prend sa retraite sportive en 1999 après une carrière décevante après les promesses de sa carrière junior.

## Palmarès

### Titres
- Championnat d'Europe par équipes : 1990
- Championnats du monde junior : 1989
- British Junior Open : 3 titres en moins de 19 ans (1987-1989)

### Finales
- Championnats du monde junior : 1987